# Грешка
Грешка радња је која одступа од тачности или исправности. У статистици, „грешка” се односи на разлику између вредности која је израчуната и тачне вредности.